# Amerikaanse congresverkiezingen 2012
De Amerikaanse congresverkiezingen van 2012 werden gehouden op 6 november 2012. Amerikaanse kiezers kozen alle 435 leden van het Huis van Afgevaardigden en 33 Klasse 1-zetels in de Senaat. In de Senaat vergrootten de Democraten hun meerderheid met 2 zetels. In het Huis kregen de Democraten de meeste stemmen, maar behielden de Republikeinen hun meerderheid. Ze haalden 234 zetels, de Democraten 201. Het waren de eerste verkiezingen na de volkstelling van 2010, met heringedeelde congresdistricten.

## Huis van Afgevaardigden
Alle leden van het Huis van Afgevaardigden – 435 stemgerechtigde afgevaardigden en 6 niet-stemgerechtigde vertegenwoordigers van Washington D.C. en de territoria – worden om de 2 jaar opnieuw verkozen. De verkiezing van 2012 was de eerste na de census van 2010, waarna congresdistricten opnieuw werden uitgetekend. Zo'n hertekening zorgt doorgaans voor grote politieke personeelswissels.
In totaal ontvingen Democratische kandidaten 59.645.531 stemmen, meer dan 1,4 miljoen meer dan de Republikeinen. De Republikeinen verloren 8 zetels, maar behielden hun meerderheid van 17 zetels in het Huis van Afgevaardigden. Het verschil in stemmenaantal en gewonnen zetels kan voornamelijk verklaard worden door kiesrechtgeografie (gerrymandering) door Republikeinse meerderheden. John Boehner bleef aan als speaker.
| Partij               | Zetels 2008-2010 | Zetels 2010-2012 | Zetels 2012-2014 |
| -------------------- | ---------------- | ---------------- | ---------------- |
| Republikeinse Partij | 178              | 242              | 234              |
| Democratische Partij | 257              | 193              | 201              |

## Senaat
In 33 staten werd een senator gekozen voor een ambtstermijn van 6 jaar, van januari 2013 tot januari 2018. Van de 33 te verkiezen zetels, werden er 21 ingevuld door Democraten, 2 door onafhankelijken die in de Democratische fractie zitten en 10 door Republikeinen. De Democraten wonnen 2 extra zetels en strandden met een fractie van 55 senatoren. Harry Reid bleef aan als fractieleider.
| Partij               | Zetels 2008-2010 | Zetels 2010-2012 | Zetels 2012-2014 |
| -------------------- | ---------------- | ---------------- | ---------------- |
| Democratische Partij | 59               | 53               | 55               |
| Republikeinse Partij | 41               | 47               | 45               |